# 萬德寺

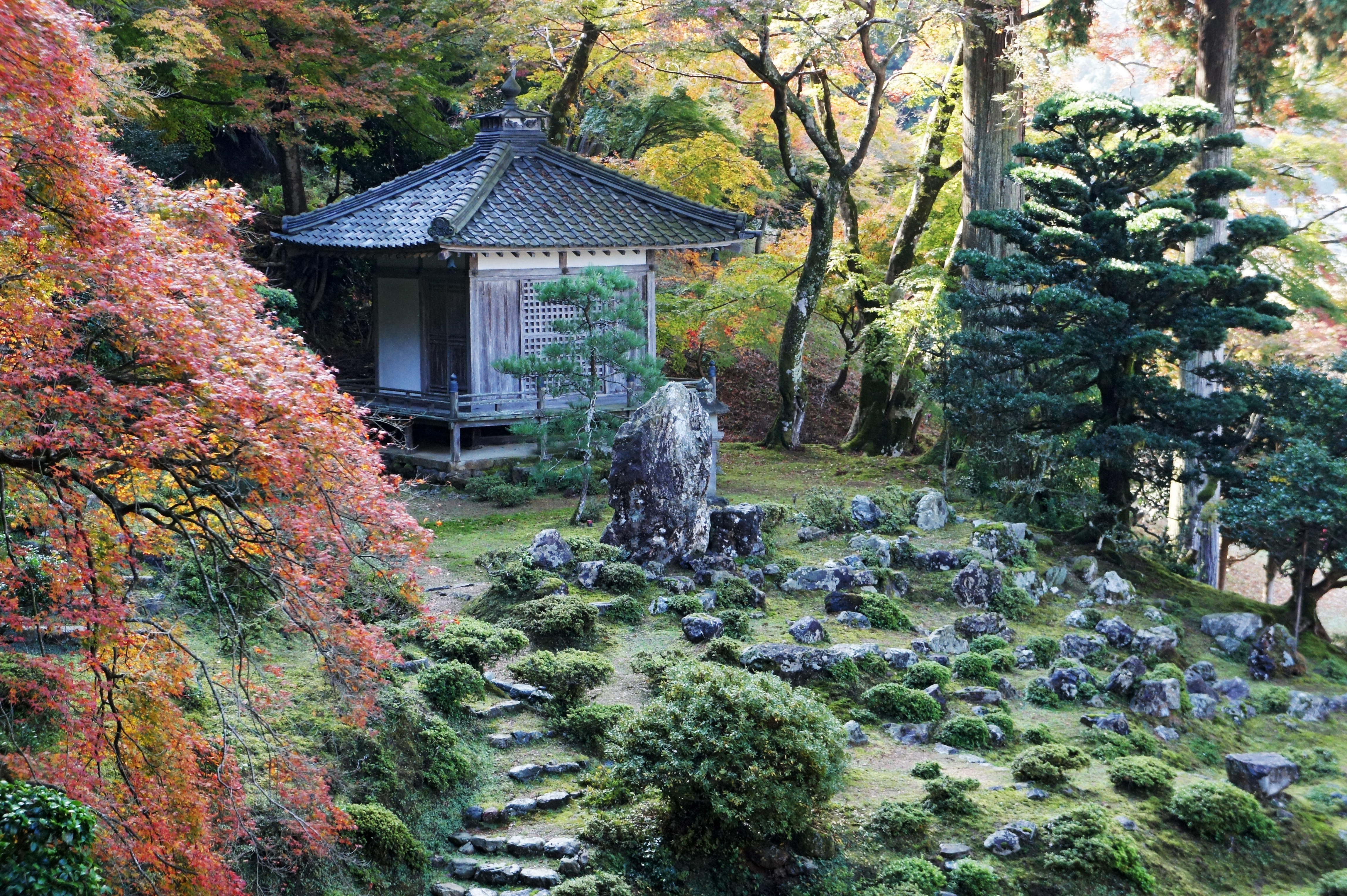
庭園。中間是3m的本尊石

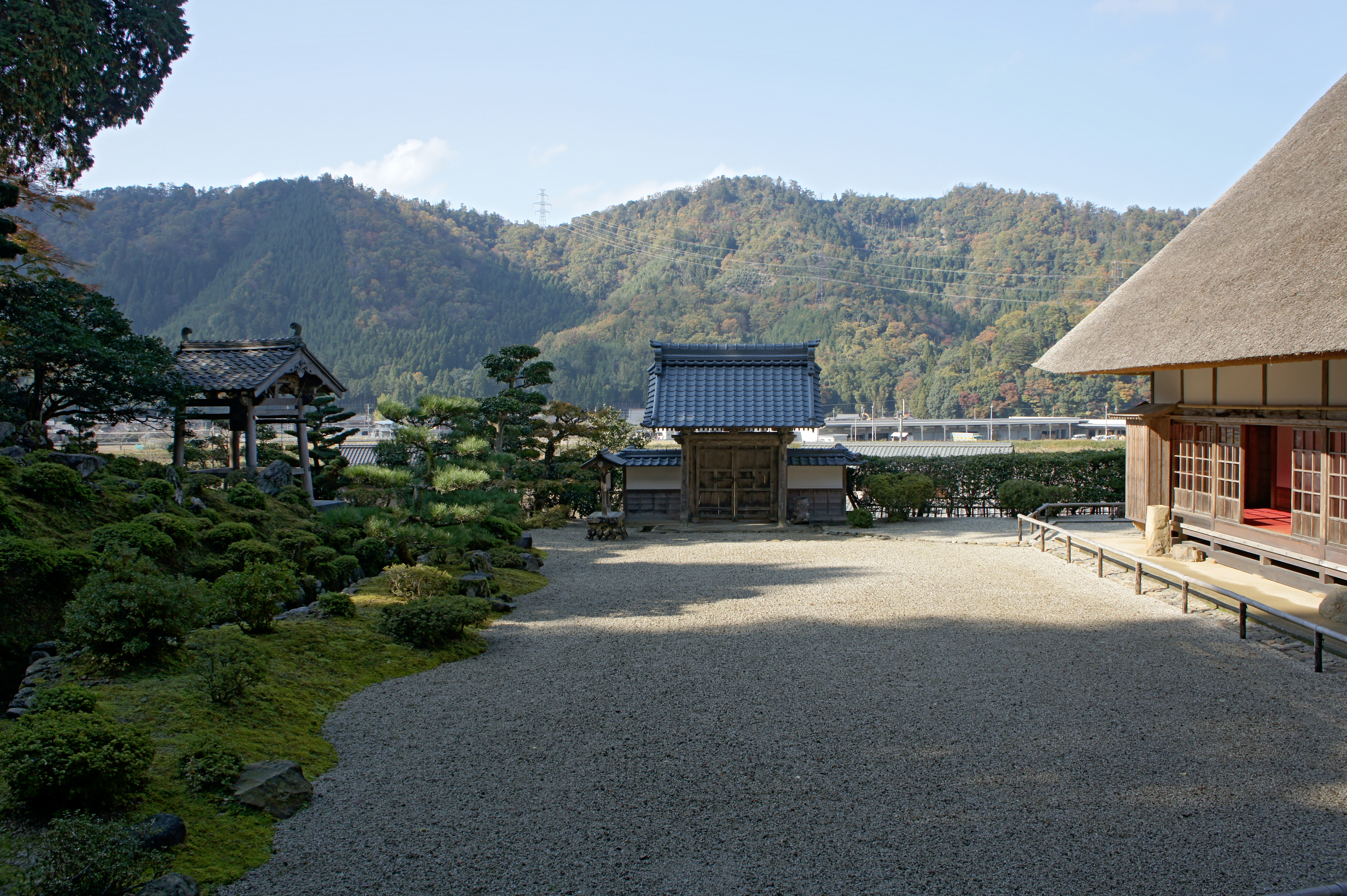
從左分別為：庭園、山門、書院。前方前有白砂廣場

萬德寺 (まんとくじ)是在福井县小濱市的高野山真言宗寺院。山號為延寶山，本尊為阿弥陀佛。以借景其自然纪念物大山楓木 的名勝枯山水庭園 而知名。

## 概要
之前被稱為极乐寺，在文永2年(1265年)的若狹惣田數帳即存在紀錄的古寺。室町期间 的応安年間(1368年-1374年)，安藝國円明寺的覺應法印，將极乐寺從 天台宗改宗為真言宗 ，將寺號也改為正照院。在戰國時代，統領若狹國的武田氏將这寺院定為祈願所，接著在 天文13年(1544年)領主武田信豐宣佈為若狹國唯一帮助妇女的寺院（日語：駆け込み寺）而興盛，但是元龜年間因受到兵火之亂而衰退。 之後，安土桃山时期的是庆长 7年(1602年)將寺號改為萬德寺，在江户时代 的 延寶5年(1677年)依小濱藩主酒井氏的命令，從音無川岸遷移至目前山脚下的寺院之處。

## 文化資產

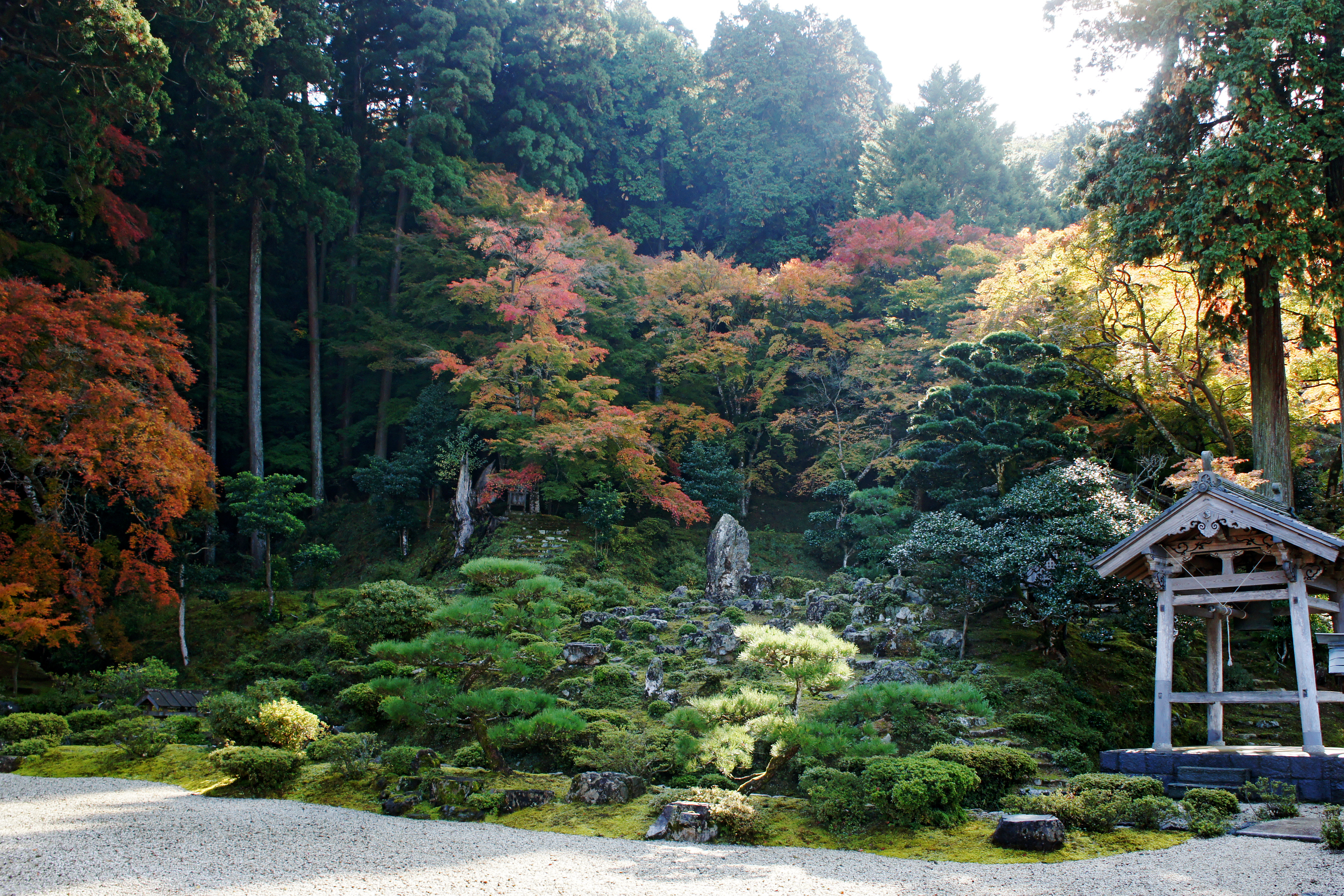
庭園和大山楓木
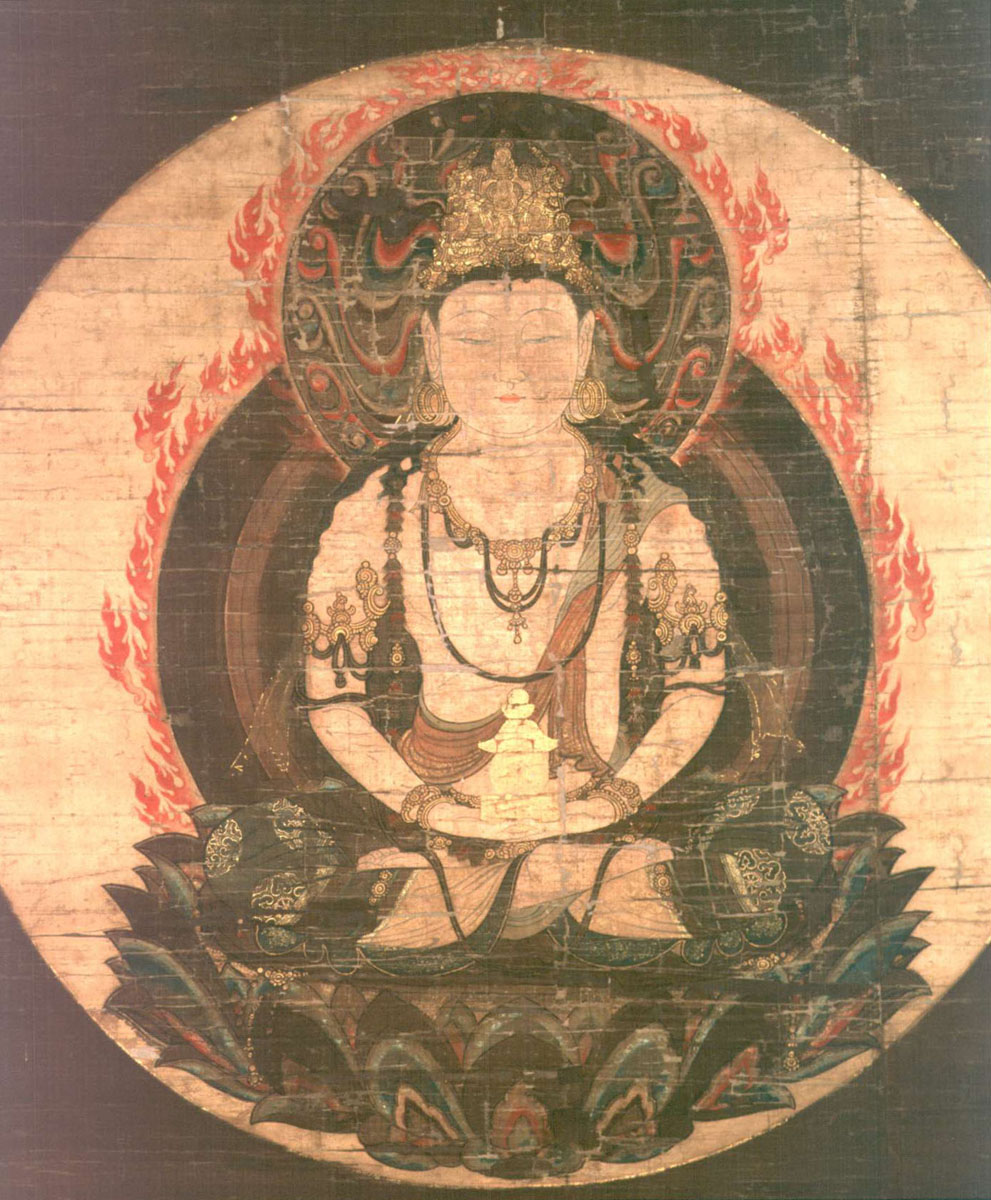
彌勒菩薩像
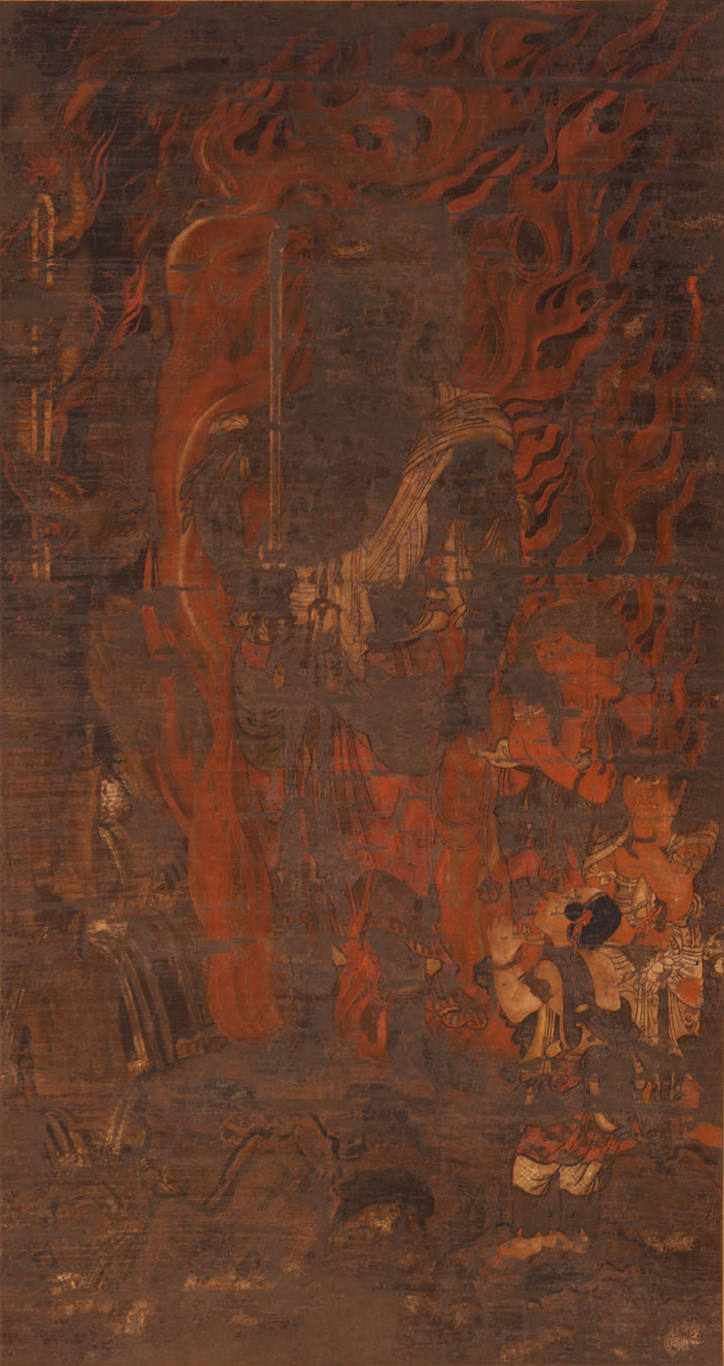
不動明王三童子像

- 名勝 (國家指定)
  - 庭园 (1952年3月25日指定)- 延寶5年(1677年)依小濱藩主酒井氏的命令所築造面積約1500平方公尺的蓬萊氏枯山水庭園。利用山坡的斜坡，在斜坡中段中央處搭配高約3公尺的的真言宗本尊石，並借景自然紀念物的大山楓木。 书院和和庭園之間被白沙廣場隔開。
- 自然纪念物 (国家指定)
  - 大山楓木  -樹齡500年
- 重要文化财产 (国家指定)
  - 木造阿彌陀佛坐像 [3] -像高141. 5公分，以檜木使用數根木材接合之方法（日語：寄木造）製成，是平安時代後期之作。阿彌陀堂內安置了須彌壇。也有該山前身極樂寺的本尊。兩手前端是後來修補。
  - 絹本著色不動明王三童子像 [4] -鎌倉時代前期作品
  - 絹本著色彌勒菩薩像 [5] - 鎌倉時代中期作品
- 福井县指定有形文化遗产
  - 童子經曼荼羅図
  - 中阿含經 - 奈良時代作
  - 絹本著色千手觀音像 - 鎌倉時代作
  - 絹本著色愛染明王像 - 鎌倉時代作
  - 絹本著色十三佛圖 - 鎌倉時代作
- 小濱市指定有形文化財
  - 兩界曼荼羅
- 其他
  - 日本紅葉名所100選

- 庭園和大山楓木
- 彌勒菩薩像
- 不動明王三童子像

## 伽藍
- 阿彌陀堂（本堂）
- 庫裏 - 書院造、茅葺屋根
- 山門
- 鐘樓

## 脚注
1. ↑   - 國指定文化財等數據庫（日語）
2. ↑   - 國指定文化財等數據庫（日語）
3. ↑   - 國指定文化財等數據庫（日語）
4. ↑   - 國指定文化財等數據庫（日語）
5. ↑   - 國指定文化財等數據庫（日語）

## 関連項目
- 日本庭園

## 外部連結
- 小浜市のサイト （页面存档备份，存于）